# ジョージ・サンドフォード (第3代マウント・サンドフォード男爵)
第3代マウント・サンドフォード男爵ジョージ・サンドフォード（英語: Henry Sandford, 2nd Baron Mount Sandford、1805年3月10日 – 1828年6月14日）は、アイルランド貴族。

## 生涯
ヘンリー・サンドフォード（Henry Sandford、1797年2月12日没）とサラ・ムーア（Sarah Moore、初代マウントケッシェル子爵スティーブン・ムーアの娘）の息子として、1756年7月28日に生まれた。第18竜騎兵連隊に大尉として従軍した経歴がある。
1783年にロスコモン・バラ選挙区とキャリック選挙区でアイルランド庶民院議員に当選、前者の代表として議員を務めることを選択した。以降1797年まで議員を務めた後、1798年にロスコモン・バラ選挙区で再び議員に当選した。1799年、アルスター復帰不動産管理官（Escheator of Ulster）に任命される形で議員を辞任した。
1828年6月14日に兄ウィリアムの息子にあたる第2代マウント・サンドフォード男爵ヘンリー・サンドフォードが死去すると、マウント・サンドフォード男爵位を継承した。
1846年9月25日にサマセット州ストーウィーで死去、生涯未婚だったため爵位は廃絶した。